# Легаты (Кобринский район)
Лега́ты (бел. Лягаты) — деревня в Кобринском районе Брестской области Белоруссии. Входит в состав Буховичского сельсовета.
По данным на 1 января 2016 года население составило 327 человек в 118 домохозяйствах.
В деревне расположен магазин.

## География
Деревня расположена на восточном берегу реки Шевня, в 6 км к северо-западу от города и станции Кобрин, в 57 км к востоку от Бреста, на автодороге Р102 Кобрин-Каменец.
На 2012 год площадь населённого пункта составила 1,35 км² (135 га).

## История
Населённый пункт известен с 1563 года как село Легатовичи. В разное время население составляло:
- 1999 год: 124 хозяйств, 296 человек;
- 2005 год: 118 хозяйств, 307 человек;
- 2009 год: 280 человек;
- 2016 год[2]: 118 хозяйств, 327 человек;
- 2019 год[1]: 263 человека.